# Balázs János (festő, 1904–1927)
Balázs János (Magyaregres, 1904. december 22. – Kaposvár, 1927. március 2.) festőművész.

## Élete
Zsellércsalád legidősebb gyermekeként született. Magyaregresről 1914-ben költöztek Kaposvárra, a külterületi jellegű Arany utcába. A szinte kilátástalan szegénységük ellenére szülei gondot fordítottak iskoláztatására, a polgári négy éve alatt Pazsiczky Sándor művésztanár külön is foglalkozott Balázzsal, ő ismertette meg a természet utáni rajzolás alapjaival. Tehetsége korán megmutatkozott, tizenhat évesen már tudatosan festőművésznek készült.
Mestereinek Bernáth Aurélt és Rippl-Rónai Józsefet tekintette, utóbbit – első alkalommal Raksányi Lajos festőművész társaságában – többször felkereste a Róma-hegyi villájában, korrektúráztatta vele a rajzait. Rippl-Rónai a kompozíció átfogó, modern szemléletét és dekoratív formatörekvéseket oltott Balázsba. Az egyetlen kiállítást, amelyen életében szerepelt, 1923-ban a kaposvári Turul Szálló nagytermében rendezték, itt többek között Rippl-Rónai, Bernáth és Kunffy Lajos műveinek társaságában Balázs nyolc képét is megtekinthette és megvásárolhatta a közönség. Ugyanebben az évben három hónapon át dolgozott Pécsett, a Csók István által szervezett művésztelepen.

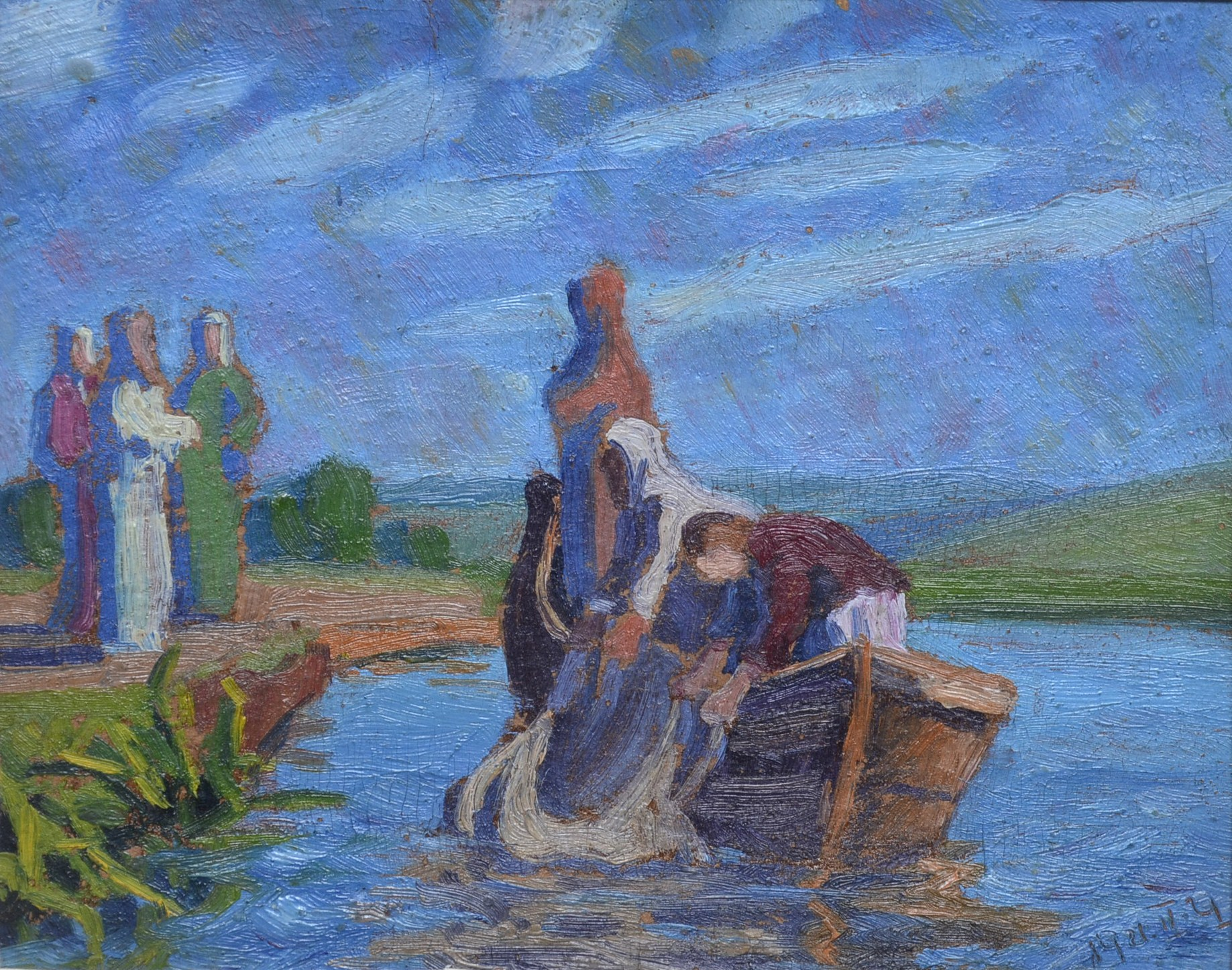
Balázs János: Csodálatos halászat (1921), olaj, vászon, 12.5 x 16 cm

1924-ben, bár már a létszám abban a tanévben betelt, Lyka Károly, az ekkori rektor soron kívül felvette a Képzőművészeti Főiskolára, Glatz Oszkár tanítványa lett, de csupán négy hónapig tudott bejárni, mert anyagi gondjai (se szállást, se rendszeres étkezést nem bírt fizetni) hazakényszerítették Kaposvárra. Itt saját kis műtermet épített magának, de használni nem maradt ideje, egyre súlyosbodó betegsége leverte a lábáról. 1926-ban a kaposvári kórház tüdőbeteg pavilonjába került, ha csak tehette, itt is alkotott, letisztult, tömör formákban fogalmazott képek kerültek ki életének utolsó periódusában a keze alól. Tuberkulózisban halt meg huszonkét évesen. Sírhelye a kaposvári Nyugati temetőben található.
Több bibliai ihletésű, továbbá Ady- és Babits-verset illusztráló szecessziós grafikát készített, ezeket szerette volna később nagyméretű képekben megfesteni. Körülbelül 650 mű maradt utána, többségében rajzok, kisebb számban pasztellek és olajképek. A kaposvári Rippl-Rónai Múzeum 13 képét őrzi.
Levelezése – melyet főleg barátjával, Bernáth Cézárral folytatott – kortörténeti értékű.

## Emlékezete
1953-ban Kaposvár város képzőművészeti szakköre felvette Balázs János nevét. A Kaposhegy északi részén utcát neveztek el róla.

## Stílusa
Rövid élete ellenére Balázs János munkásságán nyomon követhető látásmódjának fokozatos változása, amivel mestere, Bernáth Aurél cezanne-i hagyományokat követő stílusához közeledett. Ha létszemléletét, a keresetlenséget és a világ csendes, szinte puritán méltóságú ábrázolását tekintjük, akkor viszont leginkább Nagy Balogh János művészetével rokoníthatjuk képeit.
Különösen szuggesztívak önarcképei, melyeken tiszta jelleme és művészet iránti rajongása ütköznek át.

## Főbb művei

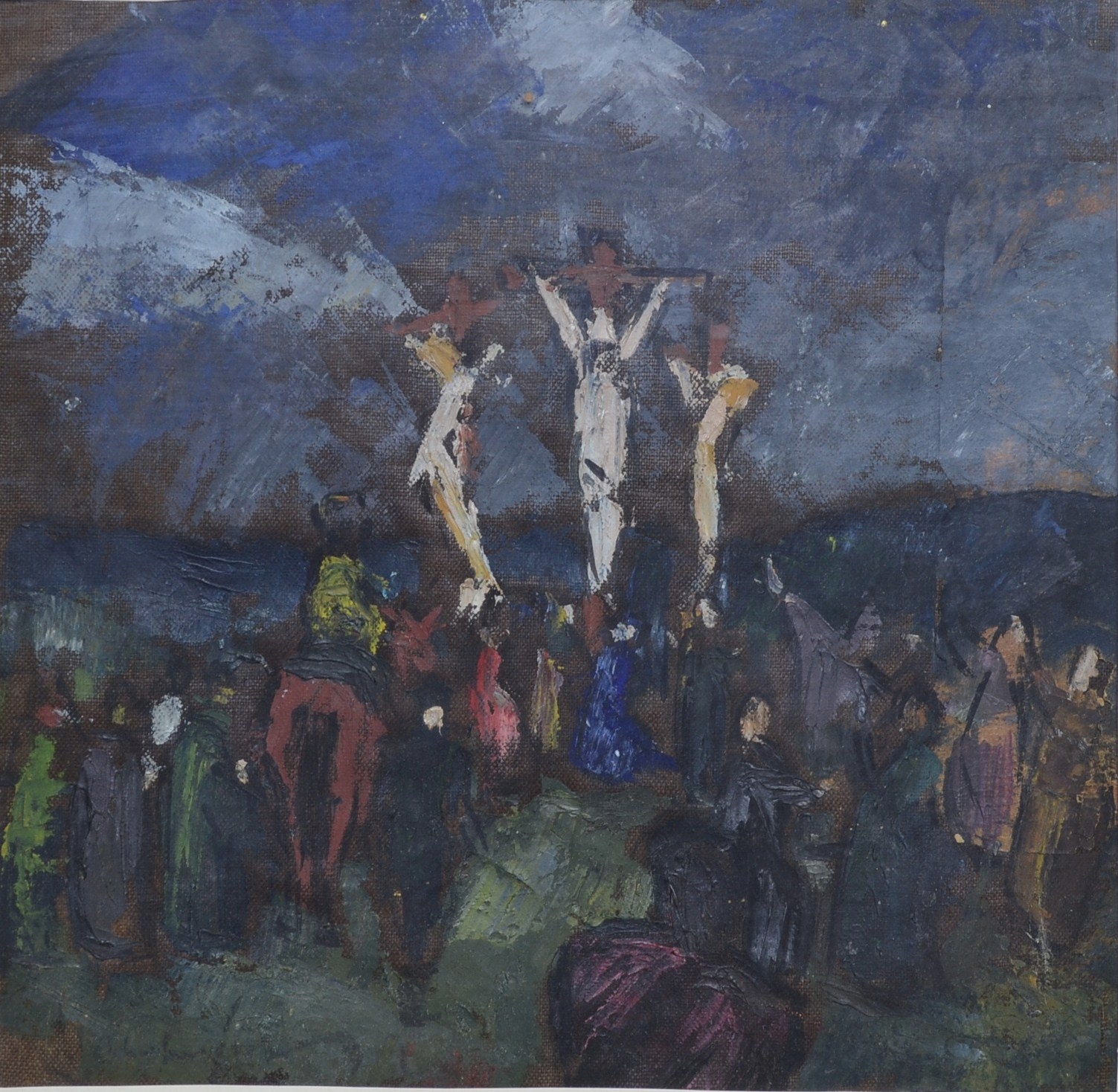
Balázs János: Golgota (1923), olaj, vászon, 19 x 20 cm

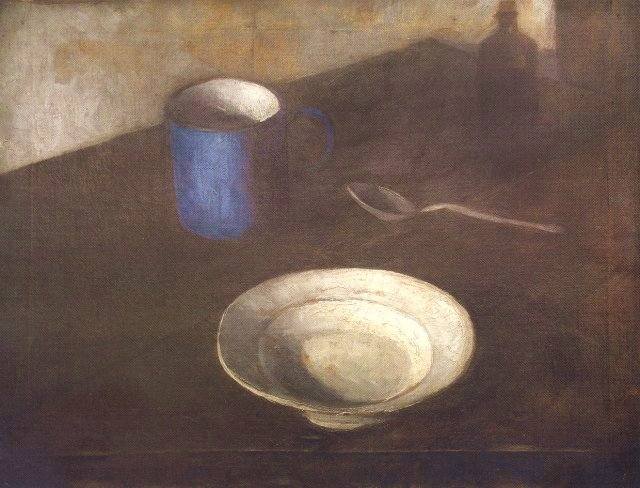
Balázs János: Csendélet tányérral és bögrével (1925), olaj, vászon, 48 x 63 cm

- A kaposvári Donnervárosi sétatér (1921)
- Csodálatos halászat (1921)
- Menekülés Egyiptomba (1921)
- Tájkép nyírfákkal (1922)
- Szecessziós rajz (1922)
- Öreganyám fon (1922)
- Öregapám pipázik (1922)
- Golgota (1923)
- Pipás önarckép (1923)
- Isten és ember (1923)
- Csendélet bögrével és hagymával (1923)
- Szegényes csendélet (1923)
- Szőlőhegyi fák
- Ady: Fekete zongora (1924)
- Tánc (1924)
- Apokalipszis (1924)
- Kalapos önarckép (1924)
- Kapálók (1924)
- Önarckép (1924)
- Töröcskei erdőrészlet (1924)
- Fikter Jani pipával (1924)
- Ülő akt
- Olvasó parasztasszony
- Csendélet petróleumlámpával (1925)
- Csendélet tányérral és bögrével (1925)
- Eszter húgom arcképe (1925)
- Téglagyár reggel (1925)
- Menekülők (1925)
- Fák
- Kaposvári látkép kutyás emberrel (1926)
- Kórházi épületek (1926)
- Kórházi csendélet (1926)
- Kártyázók a teraszon (1926)

## Kiállításai
- Gróf Almásy-Teleky Éva Művészeti Intézete (Budapest, 1940)
- Rippl-Rónai Múzeum (Kaposvár, 1950)
- Megyei Könyvtár (Kaposvár, 1977)
- Rippl-Rónai Múzeum (Kaposvár, 1999)
- Rippl-Rónai Múzeum (Kaposvár, 2005)